# 284號堪薩斯州州道
284號堪薩斯州州道（英語：Kansas State Highway 284，簡稱K-284）為美国堪薩斯州林肯縣境內的東西向州级公路，西起林肯以北約10英里（16）之14號堪薩斯州州道，東至巴納德，全長共計5.618英里（9.041）。路線在抵達州道末端後持續向東延伸，可通往埃達與明尼阿波利斯。此州道約莫在1973年至1974年間納編，並非美國國家公路系統的一部分，部分路面採用瀝青鋪面，年平均日交通量介於70輛次至120輛次之間。

## 歷史
284號堪薩斯州州道約莫在1973年至1974年間納編，全線至今未曾有重大變革。

## 路線概述
284號堪薩斯州州道以位於林肯以北之14號堪薩斯州州道為起點，自此開始一路向東穿越農地前往巴納德，抵達位於巴納德西界之公路末端後銜接巴拉德大道（Ballard Avenue）。
284號堪薩斯州州道總長5.618英里（9.041），部分路面採用瀝青鋪面，公路西端至里程3.000英里（4.828）間所測得之年平均日交通量為70輛次，里程3英里至公路東端間則是120輛次。284號堪薩斯州州道全線並非美國國家公路系統的一部分。

## 主要交會點
全線均位於林肯縣境內。
| 地點                                       | 英里  | 公里  | 接點                                  | 備註 |
| ------------------------------------------ | ----- | ----- | ------------------------------------- | ---- |
|                                            | 0.000 | 0.000 | 14號堪薩斯州州道—貝洛伊特、埃爾斯沃思 | 西端 |
| 巴納德                                     | 5.618 | 9.041 | 巴納德市界                            | 東端 |
| 1.000英里＝1.609公里；1.000公里＝0.621英里 |       |       |                                       |      |